# Russkaja
Russkaja (stylizováno jako ЯUSSKAJA) byla ska punková skupina z rakouské Vídně. Svůj zvuk kapela nazývala „Russian Turbo Polka Metal“. Svůj žánr čerpali z polky, ska, fanfár, popu, rocku a tradiční ruské hudby.

## Historie
Kapelu založil v roce 2005 bývalý zpěvák skupiny Stahlhammer Georgij Makazaria. V roce 2006 podepsali smlouvu s nezávislým rakouským vydavatelstvím Chat Chapeau, ale později přešli k Napalm Records. V Rakousku se proslavili tím, že byli stálou kapelou nočního komediálního pořadu „Willkommen Österreich".
Kapela se rozpadla 3. února 2023 (ve stejný den vydala své sedmé album Turbo Polka Party). Nechtěli již používat své satirické používání sovětských symbolů a jazyka, kvůli veřejné kritice spojené s probíhající ruskou invazí na Ukrajinu.

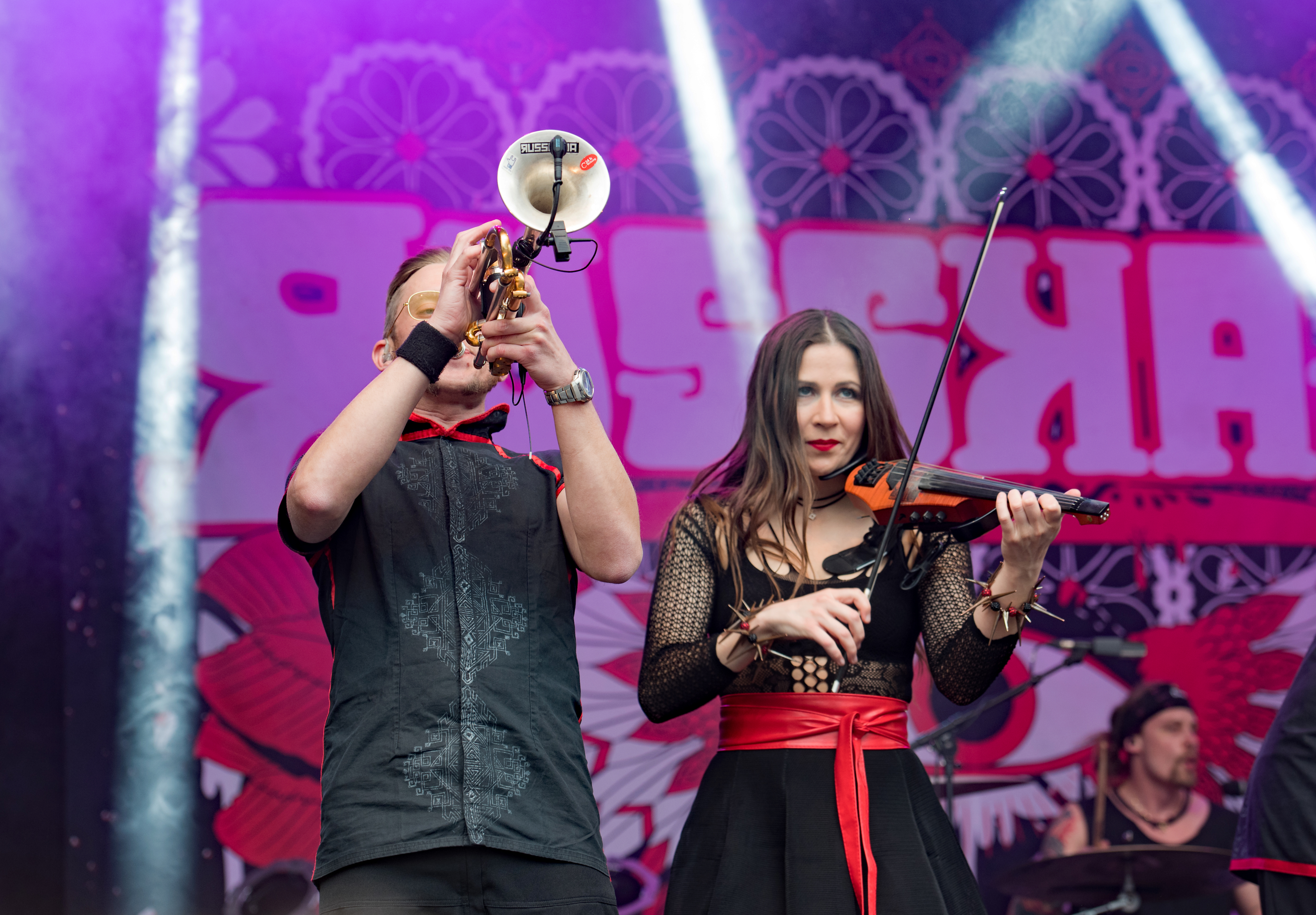
Skupina v roce 2017

## Členové

### Závěrečná sestava
- Georgij Makazaria – zpěv
- Dimitrij Miller – basová kytara
- Engel Mayr – kytara
- Lea-Sophie Fischer – housle
- Rainer Gutternigg – trubka
- H-G. Gutternigg – potete
- Mario Stübler – bicí

### Předchozí členové
- Titus Vadon – bicí
- Zebo Adam – kytara
- Antonia-Alexa Georgiew – housle
- Ulrike Müllner – housle

## Diskografie

### Studiová alba
| Rok  | Název                      |
| ---- | -------------------------- |
| 2008 | Kasatchok Superstar        |
| 2010 | Russian Voodoo             |
| 2013 | Energia!                   |
| 2015 | Peace, Love & Russian Roll |
| 2017 | Kosmopoliturbo             |
| 2019 | No One Is Illegal          |
| 2023 | Turbo Polka Party          |

### EP
- Dawai, Dawai (2006)
- Barada (2013)
- No Borders (2022)
- Shapka (2023)
- Paschli (2023)